# Яфа Ярконі
Яфа Ярконі (івр. יפה ירקוני; також Яффа Ярконі, нар. Яфа Абрамов; 24 грудня 1925, Гіватаїм — 1 січня 2012, Тель-Авів) — ізраїльська співачка, лауреатка Державної премії Ізраїлю 1998 року. Яфа Ярконі записала близько 1400 пісень та понад 60 альбомів (більше, ніж будь-який інший ізраїльський співак), в різних стилях і ритмах.

## Життєпис
Яфа Ярконі народилася 24 грудня 1925 року в Гіватаїме у підмандатній Палестині. Її батьки, Малька Альхассоф і Авраам Авраамов (Абрамов) були гірськими євреями, які прибули до Палестини на рубежі XX століття. В родині було троє дітей: Тіква (1921 р.), Яфа (1925) та Біньямін (1927). Батько торгував мануфактурою, часто і надовго їздив до Південної Африки. У 1930-х роках родина переїхала в передмістя Тель-Авіва Гіватаїм, де мати Яфи відкрила кафе, яке стало популярним серед творчих людей, і де її діти виступали у складі створеної ними музично-танцювальної групи.
За рекомендацією актора Шмуеля Фішера, постійного відвідувача кафе, Яфа була прийнята в клас класичного балету, який вела Гертруда Краус, майбутній лауреат Державної премії Ізраїлю 1968 року, одна із засновників школи хореографії в Ізраїлі, де навчалася, протягом 10 років, в тому числі грі на фортепіано. Вже під час навчання вона була прийнята в танцювальну трупу «Палестинської опери», де танцювала 12 років, аж в 1945 році не отримала травму ноги.
21 вересня 1944 року Яфа одружилася з Йозефом Гастіном, волонтером Єврейської бригади, який загинув в 1945 році в боях за річку Сеніо у північній Італії.
У 1948 році Яфа Гастін взяла шлюб з Шайке Ярконі (Shaike Yarkoni), який служив у той час у тільки но створеній Армії оборони Ізраїлю (АОІ). У шлюбі народила три доньки: Оріт (1950 р.), Тамар (1953) та Рут (1956).
В останні роки життя страждала від хвороби Альцгеймера. 1 січня 2012 року померла в Тель-Авіві. На кладовищі Кірьят-Шауль Яфу Ярконі проводжали в останню путь сотні людей, серед них — відомі діячі мистецтва. На прохання самої Яфи, під час похорону не було численних виступів громадських діячів, говорили тільки члени родини та поет Хаїм Гурі. Донька співачки, Руті Ярконі-Свіса сказала:
|  | «Мама була для нас дивом: завжди посмішка на обличчі, здатність жартувати над собою, невичерпна радість життя. Вона ділила любов між сім'єю і кар'єрою і робила це найкращим чином». Оригінальний текст (івр.) אמא היתה פלא בעינינו. תמיד חיוך על הפנים, הומור עצמי וחדוות חיים בלתי נדלית. היא חילקה אהבתה בין המשפחה והקריירה ועשתה זאת באופן מושלם |

Хаїм Гурі прочитав вірш «Баб-ель-Вад», що стало у виконанні Яфи Ярконі однією з найвідоміших в Ізраїлі пісень. Він також сказав:
|  | «Її особливий голос буде жити в наступних поколіннях, разом з цими піснями». Оригінальний текст (івр.) הקול המיוחד שלה ימשיך לחיות לדור ודור עם השירים האלה |

## Творча діяльність
До початку арабо-ізраїльської війни 1948 року Яфа Гастін працювала дикторкою на радіо «Хагана», а після оголошення незалежності Ізраїлю перейшла до музичного гурту піхотної бригади «Гіваті» АОІ. Серед інших членів гурту були Зерузабела Шашонський, Ахува Цадок, Шалом Гамліель, Моше Гольдштейн, Йозефа Розенштейн та Аді Грінберг. Спочатку вона там лише танцювала, але потім Тулі Ревів (Робов) переконав її почати співати. Першу платівку Яфа записала на радіо до дня проголошення незалежності Ізраїлю 14 травня 1948 року. Вона називалася «Зелені очі» («Ейна ерукот»), Яфа сама акомпанувала собі на фортепіано. Пісня стала хітом, часто виконувалася по радіо, і ім'я Яфы Гастин стало відомим. Також користувалися успіхом такі виконувані нею пісні як: «Im Teshvu be-Sheket» («Якщо будете сидіти тихо»), «Elisheva», «Al Na Tomar Li Shalom» («Не кажи мені „прощай“»), «Sheharhoret» («Брюнетка»), «Karah Zeh Rak ha-Pa'am» («Це сталося тільки раз»), а глибокий, трохи хрипкуватий голос став її торговою маркою. Особливу популярність принесло їй виконання пісні «Баб-ель-Вад» («Шаар ха-Гай») на вірші Хаїма Гурі та музику Шмуеля Фершко, її досі співають у День пам'яті загиблих у війнах Ізраїлю і в День незалежності Ізраїлю.
Яфа стала першою співачкою, з якою щойно створена компанія «Hed Arzi Music»«» підписала контракт на запис виконуваних нею пісень, що було досить рідкісним явищем для Ізраїлю в той час. Протягом короткого часу «Hed Arzi Music» записала десятки виконуваних Ярконі пісень, у тому числі дитячі записи, пісні про війну та народні пісні. Серед пісень того періоду були «Баб-ель-Вад», «Rabotai, Ха-Historiyah Hozeret» («Панове, історія повертається»), «Хен ефшар» («Можливо»), «Hayu Zemanim» («Були часи»), «Yatzanu at» («Ми йшли повільно») і найпопулярніша — «Haamini Yom Yavo» («Вір, настане день»).
За її виступи на ізраїльських військових базах і перед солдатами в полі, її називали «співачкою воєн», з чим вона, втім, категорично не погоджувалася.
У 1950-ті роки Ярконі вважалася провідною співачкою Ізраїлю, записала безліч платівок. Вона стала першою співачкою, яка записала повноцінний альбом пісень Наомі Шемер («Shirim Mi-Kineret»). За понад 50 років своєї творчої кар'єри Ярконі виступила з сотнями концертів за кордоном, як для єврейських громад, так і для широкої аудиторії. Її концерти в таких великих залах, як Карнегі-хол і Лінкольн центр в Нью-Йорку, «Олімпія» в Парижі, «Паладія» в Лондоні, в Японії, Скандинавії, Австралії і Радянській Росії (ще в 1989-му) збирали велику аудиторію.
Попри те, що протягом багатьох років ЗМІ бурхливо обговорювали «суперництво» між Яфою Ярконі та Шошаною Дамарі, двома найбільш авторитетними співачками на ізраїльській сцені, в реальності між ними були хороші стосунки, вони записали дві пісні: «Rak Shuvu be-Shalom» («Тільки повертайтеся живими»), яку виконали до 40-ї річниці Ізраїлю в 1988 році, і «Keshe-Hayinu Yeladim» («Коли ми були дітьми»), записану для альбому дуетів під назвою «Співаємо з Яфою Ярконі» («Sharim im Yaffa Yarkoni») у 1996 році.
Яфа Ярконі записала близько 1400 пісень (деякі стверджують, що навіть більше) та понад 60 альбомів (більше, ніж будь-який інший ізраїльський співак), в різних стилях і ритмах.

## Нагороди
- 1965, 1966: Перші призи на фестивалі ізраїльських пісень, організованому радіо Коль Ізраєль.
- 1998: удостоєна Премії Ізраїлю за її внесок у створення пісень на івриті, її щедрість, сталість, талант і чарівність" (з рішення Комітету з присудження премій).[12]

## Дискографія
(за)
- TO ZAHAL WITH LOVE (LP)
- CANTA CANCIONES INFANTILES (LP)
- 16 PLAY SONGS IN HEBREW(LP)
- YAFFA YARKONI-POPULAR AND FOLK SONGS (LP)
- JEWISH FESTIVAL SONGS (LP)
- RUMANIA, RUMANIA (LP)
- SABRA 14 Songs of Israel (LP)
- QUE HERMOSAS LAS NOCHES DE ISRAEL (LP)
- ENCORE (LP)
- NIGHT OF ROSES (LP)
- BAILANDO CON (LP)
- BAB EL WAD (LP)
- Exitos De Israel (LP)
- Remembers (2 LP)
- 195.. р. I Will Never Forget It (LP)
- 1958 р. Children Favorites
- 1960 р. Israeli folk singer Yaffa Yarkoni (LP)
- 1963 р. Garden Of Allah (LP)
- 1970 р. In a Live Show
- 1972 р. The Exotic sounds Of Greece
- 1973 р. Life At The Jaffa Cave (LP)
- 1975 р. Yaffa Yarkoni Golden Songs
- 1975 р. YAFFA YARKONI IN PRAISE OF KALYA (LP)
- 1977 р. Los Exitos De Israel (LP)
- 1989 р. Rare Israeli Hebrew (LP)
- 1994 р. don't Say Goodbye (CD)
- 1996 р. Sings with Yaffa Yarkoni (CD)
- 2000 р. Trails of the Songs — New and Old Songs
- 2003 р. My Songs
- 2004 р. I Will Never Forget It (CD)
- 2004 р. Rumania, Rumania (CD)
- 2004 р. The Greatest Songs 1948—1998 (5 CD)
- 2008 р. New & Old Songs
- 2008 р. Songs With Yaffa
- 2008 р. i'm One Year Older Now